# Jānis Krūmiņš
Jānis Krūmiņš (Riga, 30 januari 1930 - Cēsis, 21 november 1994) was een Sovjet- en later Letse basketbalspeler.

## Carrière
Krūmiņš begon zijn carrière in 1954 bij SKA Riga. Met SKA werd hij drie keer Landskampioen van de Sovjet-Unie in 1955, 1957 en 1958. Ook won Krūmiņš drie keer de EuroLeague in 1958, 1959 en 1960. In 1964 stapte hij over naar VEF Riga. Als speler van de Letse SSR won hij één keer de Spartakiade van de Volkeren van de USSR in 1956.
Krūmiņš won drie zilveren medailles op de Olympische Spelen in 1956, 1960 en 1964. Hij won drie gouden medailles op het Europees kampioenschap in 1959, 1961 en 1963. Hij kreeg de onderscheiding Meester in de sport van de Sovjet-Unie. In 1969 stopte hij met basketballen.

## Erelijst
- Landskampioen Sovjet-Unie: 4
  - Winnaar: 1955, 1956, 1957, 1958
  - Tweede: 1962, 1964
  - Derde: 1961, 1966
- EuroLeague: 3
  - Winnaar: 1958, 1959, 1960
- Olympische Spelen:
  - Zilver: 1956, 1960, 1964
- Europees Kampioenschap: 3
  - Goud: 1959, 1961, 1963
- Spartakiade van de Volkeren van de USSR: 1
  - Winnaar: 1956